# Чехилдой
Чехилдой — покинутый аул в Шаройском районе Чеченской Республики.

## География
Расположен на левом берегу реки Шароаргун, к юго-западу от районного центра Химой.
Ближайшие населённые пункты и развалины бывших аулов: на северо-западе — село Шикарой, на северо-востоке — село Шарой и бывшие аулы Джангулдой, Хиндой, на юго-западе — бывшие аулы Говолдой, Дукархой, и Барчи-Колешка, на юго-востоке — бывшие аулы Ацильда, Нижний Хашелдой и Хашелдой.